# Daïra de Khoubana
La Daïra de Khoubana est une circonscription administrative algérienne située dans la wilaya de M'Sila. Son chef-lieu est situé sur la commune éponyme de Khoubana.
La daïra regroupe les trois communes de Khoubana, M'Cif et El Houamed.